# Carl Mildreich Barth
Carl Mildreich Barth, modernisiert auch Karl Mildreich Barth (* im 18. Jahrhundert wohl in Dresden; † 16. März 1858 in Dresden), war ein deutscher Baumeister.

## Werdegang
Der aus Dresden stammende Barth wurde am 22. Juli 1797 als Baumeister in den Dienst des Grafen Christian Friedrich zu Stolberg-Wernigerode genommen. Er bezog eine Dienstwohnung auf Schloss Wernigerode. Außer der Aufsicht über das Bauwesen und die Forst- und Feldmessung innerhalb der Grafschaft Wernigerode erhielt Barth auch die Aufsicht über die drei herrschaftlichen Fischmeister und die Fischerei übertragen. Allerdings neigte er dazu, sich gelegentlich mit einem schnöden, höhnenden und von Persönlichkeiten nicht freyen Ton zu äußern, wodurch er sich bereits 1799 die Missgunst des regierenden Grafen Christian Friedrich zu Stolberg-Wernigerode zuzog. Barth sah sich deshalb schon bald nach einem anderen Arbeitgeber um und verließ zu Weihnachten 1801 Wernigerode. Er ging in seine sächsische Heimat zurück. 1804 war er Landbauschreiber für den Leipziger und Meißnischen Kreis, 1807 hatte er eine Stelle als Baukommissar(ius). 1835 wird er als königlich-sächsischer Landbaumeister in Dresden bezeichnet.
Während seiner viereinhalbjährigen Tätigkeit für die Grafen zu Stolberg hatte er die in seiner Dienstinstruktion von ihm geforderte „Designation und Aufnahme aller herrschaftlichen Gebäude und Bauanlagen“ nicht ausführen können, da die Zahl der gräflichen Gebäude damals über 300 betrug. Unter seiner Leitung entstanden nur wenige Bauten, so die Roheisenkammer in der Ilsenburger Hütte oder die Ziegelei in Rothesütte. Der bedeutendste Bau seiner Tätigkeit in Wernigerode war das Brockenhaus, das in den Jahren 1799 bis 1800 auf dem höchsten Gipfel Norddeutschlands errichtet wurde. 
Bedeutung erlangten auch seine Bauten, die unter ihm als Landbaumeister in Sachsen entstanden sind. So baute er das im Februar 1824 auf der Hoflößnitz abgebrannte, aus dem frühen 17. Jahrhundert stammende Presshaus nach 1834, als das kurfürstliche Weingut in ein Staatsweingut umgewandelt wurde, wieder auf. Im Jahr 1843 schuf er statt des alten Küchengebäudes der Hoflößnitz das sogenannte Kavaliershaus, ausgeführt durch Karl Moritz Haenel.
Als Barth im März 1858 starb, hinterließ er eine Tochter und die Barth'sche Stiftung für den Fonds des Taubstummeninstituts zu Dresden.